# Оточець
Оточець (словен. Otočec) — поселення в общині Ново Место, регіон Південно-Східна Словенія, Словенія.